# جاستن سوير
جاستن سوير (بالإنجليزية: Justin Sawyer)‏ هو لاعب هوكي الجليد أمريكي، ولد في 18 أكتوبر 1985 في أوشاوا في كندا.

## وصلات خارجية
- جاستن سوير على موقع دوري الهوكي الوطني (الإنجليزية)
- جاستن سوير على موقع EliteProspects.com (الإنجليزية)
- جاستن سوير على موقع HockeyDB.com (الإنجليزية)